# Alexandre Kouznetsov (mathématicien)
Pour les articles homonymes, voir Alexandre Kouznetsov et Kouznetsov.
Alexandre Gennadyevitch Kouznetsov (russe : Александр Геннадьевич Кузнецов) est un mathématicien russe né le 1er novembre 1973. Il est professeur de l'Académie des sciences de Russie (ASR) et membre correspondant de l’Académie des sciences de Russie depuis 2016.
Il travaille à l'Institut de mathématiques Steklov et au laboratoire Jean-Victor Poncelet de Moscou ; il dirige le laboratoire de géométrie algébriques et ses applications de l'École des hautes études en sciences économiques de Moscou.

## Études et recherches
Il étudie à l'université de Moscou de 1990 à 1995 ; il est de 1995 à 1998 étudiant gradué à l'université de Moscou et à l'université indépendante de Moscou. Il obtient un Ph.D. en 1998 sous la supervision d’Alexei Bondal avec une thèse intitulée Vector bundles on Fano threefolds, instantons and birational transforms. Kouznetsov est connu pour ses recherchers en géométrie algébrique, surtout concernant les catégories dérivées de faisceaux cohérents et leur décomposition semi-orthogonale.

## Prix et distinctions
Kouznetsov a obtenu une bourse August Möbius en 1997. Il a obtenu en 2008 le Russian Federation President Prize in Science and Innovation for Young Scientists. Il a obtenu également en 2008, un prix de la Société mathématique européenne. Il est conférencier invité au Congrès international des mathématiciens de Seoul (2014).

## Publications (sélection)
- « Homological projective duality », Publications Mathematiques de L’IHES, vol. 105, no 1,‎ 2007, p. 157-220.
- « Base change for semiorthogonal decompositions », Compositio Mathematica, vol. 147, no 3,‎ 2011, p. 852–876.
- « Derived categories of Fano threefolds », Proc. V.A.Steklov Inst. Math, vol. 264,‎ 2009, p. 110–122.
- « Derived categories of quadric fibrations and intersections of quadrics », Advances in Mathematics, vol. 218, no 5,‎ 2008, p. 1340-1369.